# Autorità garante per l'infanzia e l'adolescenza
L'Autorità Garante per l'Infanzia e l'Adolescenza (AGIA) è un organo monocratico indipendente italiano istituito nel 2011 con il compito di promuovere l'attuazione delle misure previste dalla Convenzione di New York e da altri strumenti internazionali finalizzati alla promozione e alla tutela dei diritti dell'infanzia e dell'adolescenza.
Può prendere in esame e segnalare alle autorità competenti situazioni di abbandono, disagio o violazione, o rischio di violazione, dei diritti dell'infanzia e dell'adolescenza. Può esprimere al governo pareri su disegni o progetti di legge all'esame delle Camere e richiedere alle pubbliche amministrazioni o enti pubblici e privati di fornire informazioni rilevanti ai fini della tutela delle persone di minore età. A questo fine può, inoltre, accedere a dati, informazioni e luoghi nelle forme e con le modalità concordate con le amministrazioni che ne sono titolari.

## Garante
Il titolare dell'autorità è nominato d'intesa dai presidenti della Camera dei deputati e del Senato della Repubblica con mandato di 4 anni e incarico di carattere esclusivo. Si avvale di un ufficio formato da un massimo di 20 unità, più dirigente di livello generale con funzioni di coordinatore e due dirigenti di seconda fascia. Il 15 gennaio 2025 è stata nominata titolare Marinella Giannina Terragni (detta Marina Terragni).

### Precedenti titolari
- Vincenzo Spadafora: 29 novembre 2011 – 28 aprile 2016
- Filomena Albano: 28 aprile 2016 – 11 ottobre 2020
- Carla Garlatti: dal 14 gennaio 2021 al 14 gennaio 2025

## Attività
L'Autorità presenta ogni anno una relazione al Parlamento sulle attività realizzate.
Per l'analisi di questioni specifiche di particolare interesse, il garante può avvalersi della collaborazione di commissioni consultive composte, oltre che da rappresentanti di istituzioni, associazioni ed esperti, anche da rappresentanze di bambini ed adolescenti.
L'Autorità garante presiede, inoltre, la Conferenza nazionale per la garanzia dei diritti dell'infanzia e dell'adolescenza, composta dai garanti regionali, e partecipa ai lavori di reti ed organizzazioni internazionali di tutela e promozione dei diritti delle persone di minore età.

## Riferimenti normativi
- Legge 12 luglio 2011, n. 112 - Istituzione dell'Autorità garante per l'infanzia e l'adolescenza.
- Decreto del Presidente del Consiglio dei ministri 20 luglio 2012, n. 168 - Regolamento recante l'organizzazione dell'Ufficio dell'Autorità garante per l'infanzia e l'adolescenza, la sede e la gestione delle spese, a norma dell'articolo 5, comma 2, della legge 12 luglio 2011, n. 112.
- Decreto del Presidente del Consiglio dei ministri 14 marzo 2023, n. 43 - Regolamento di organizzazione dell'Ufficio dell'Autorità garante per l'infanzia e l'adolescenza a norma dell'articolo 5, comma 2, della legge 12 luglio 2011, n. 112.